# Due ragazzi incorreggibili
Due ragazzi incorreggibili è stato un programma televisivo italiano di genere varietà e commedia, scritto da Castellano e Pipolo per la regia di Romolo Siena e trasmesso sulla Rete 1 nella prima serata del sabato per sei puntate tra il dicembre 1976 e il gennaio 1977. Il programma veniva registrato nello studio 3 del CPTV di via Teulada in Roma.

## Il programma
Il programma segnò il riavvicinamento della coppia Franco Franchi - Ciccio Ingrassia dopo un periodo di separazione artistica. Al loro fianco Daniela Goggi, al suo esordio come soubrette e interprete della sigla iniziale Oba-ba-luu-ba. 
Nel corso del varietà venne proposto il mini-telefilm Sandogat, parodia della serie TV Sandokan di Sergio Sollima.